# Menoécio (pai de Pátroclo)
Minoécio (em grego:  Μενοίτιος), na mitologia grega, é filho de Egina e de Actor, um dos argonautas e pai de um dos personagens centrais da Ilíada, Pátroclo.